# Big Five Hlabisa
Big Five Hlabisa es un municipio local sudafricano situado en el distrito de Umkhanyakude, en la provincia de KwaZulu-Natal.

## Superficie
Big Five Hlabisa tiene una superficie de 3470 km².

## Demografía
En 2022, tenía 131 755 habitantes, una densidad poblacional de 37,97 hab./km², y 23 136 viviendas.